# 尼泊爾標準時間
尼泊爾標準時間（Nepal Standard Time，NPT）是尼泊爾的時區。其時間為UTC+5:45。尼泊爾標準時間是世界三個使用UTC+45分鐘時間的時區之一，另外兩個分別是紐西蘭查塔姆群島的查塔姆群島標準時間（UTC+12:45）以及澳大利亞中西部標準時間（UTC+08:45）。

## 外部連結
- 尼泊爾時間 （页面存档备份，存于）